# Artemó de Clazòmenes
Artemó de Clazòmenes (en llatí Artemon, en grec antic Ἀρτέμων) fou un escriptor grec nascut a Clazòmenes que menciona Claudi Elià (Hist. An.) com l'autor de ὅροι Κλαζομυένιοι ("Oroi Klazomenioi" Les muntanyes de Clazòmenes). Suides diu que va escriure una obra sobre Homer (περὶ Ὁμήρου) que no s'ha conservat. Elià també diu d'ell que explicava com la zona de Clazòmenes va ser assolada per un porc alat.